# Prolepsis quadrinotatum
Prolepsis quadrinotatum är en tvåvingeart som först beskrevs av Jacques-Marie-Frangile Bigot 1878.  Prolepsis quadrinotatum ingår i släktet Prolepsis och familjen rovflugor. Inga underarter finns listade i Catalogue of Life.